# Batrachoseps stebbinsi
Batrachoseps stebbinsi е вид земноводно от семейство Plethodontidae. Видът е уязвим и сериозно застрашен от изчезване.

## Разпространение
Разпространен е в САЩ.